# Rudolf Haubst
Rudolf Haubst (* 18. April 1913 in Maring an der Mosel; † 19. Juli 1992 in Mainz) war ein deutscher katholischer Theologe.

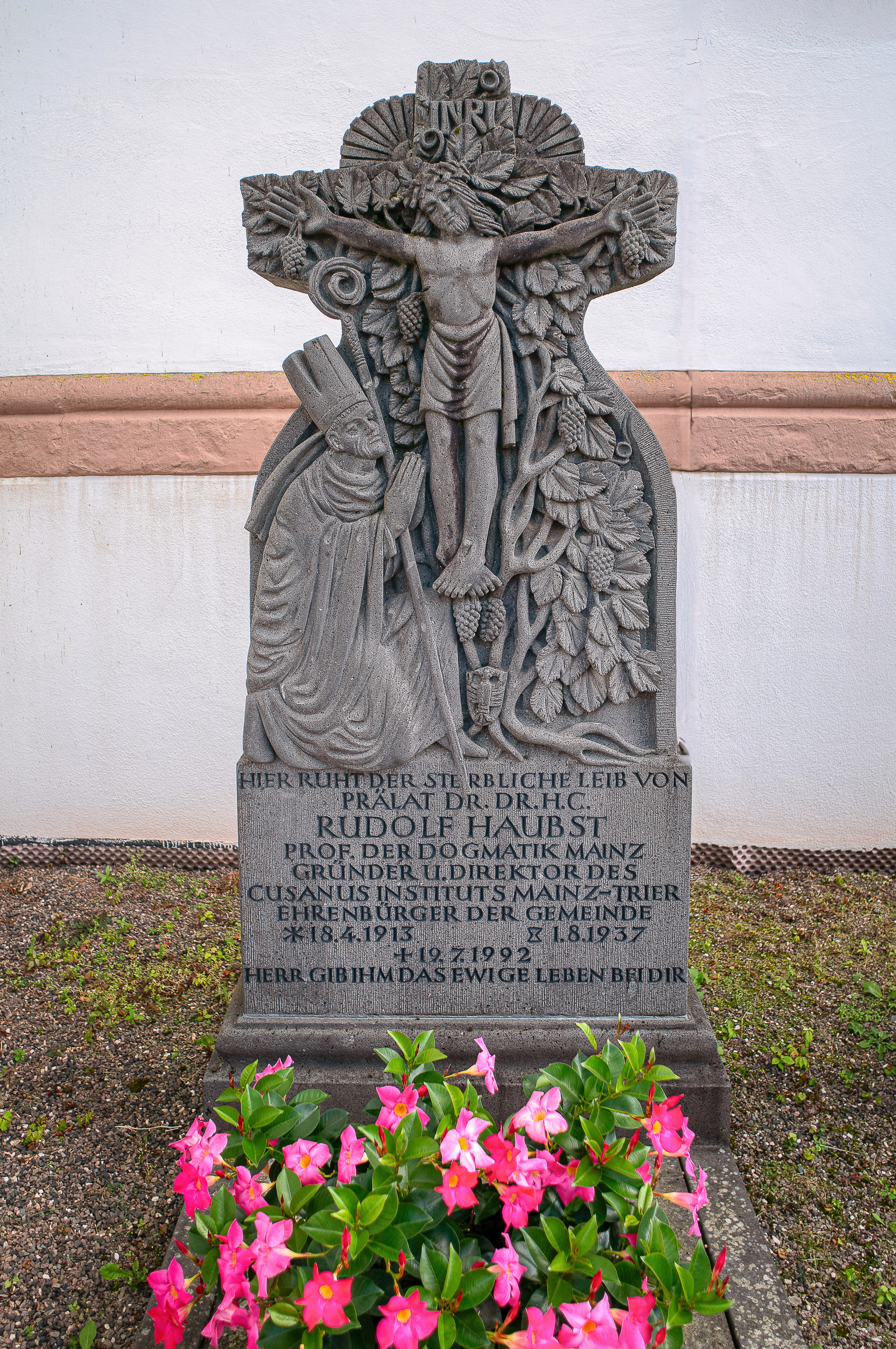
Grabstätte an der Katholischen Pfarrkirche von Maring

## Leben
Haubst kam als Sohn des Winzerehepaars Matthias und Angela Haubst zur Welt. Er empfing 1937 in Trier die Weihe zum Priester. Seine Kaplansjahre verbrachte er unterbrochen von vier Jahren Wehrdienst in Koblenz und Trier. Von 1946 bis 1950 war er Rektor und Religionslehrer einer Klosterschule.
1952 promovierte er an der Rheinischen Friedrich-Wilhelms-Universität Bonn mit der Dissertation Das Bild des Einen und Dreieinen Gottes in der Welt nach Nikolaus von Kues. Nach seiner Habilitation Die Christologie des Nikolaus von Kues 1955 wurde er im Mai 1958 auf den Lehrstuhl für Dogmatik an der Universität Mainz berufen. Er war 1960 Gründer und erster Direktor des Instituts für Cusanus-Forschung. sowie der erste Vorsitzende der Cusanus-Gesellschaft.

## Ehrungen
- 1973: Ehrendoktorwürde der Theologischen Fakultät Trier[2]
- 1975: Verdienstkreuz 1. Klasse der Bundesrepublik Deutschland